# 땃쥐 (종)
땃쥐 또는 우수리땃쥐(학명: Crocidura lasiura)는 동북아시아 대륙에서 발견되는 땃쥐류의 일종이다. 가장 널리 분포하며, 이 지역에서 가장 많이 발견되는 종의 하나이다. 다 자라면 약 14-25g 정도이며 수명은 15-16개월이다.

## 아종
- Crocidura lasiura campuslincolnensis	Sowerby, 1945
- Crocidura lasiura lasiura	Dobson, 1890
- Crocidura lasiura lizenkani Kishida, 1931
- Crocidura lasiura neglecta Kuroda, 1934 (not Jentik, 1888)
- 만포땃쥐 (Crocidura lasiura sodyi) Kuroda, 1935 - 이명 Crocidura russula sodyi
- Crocidura lasiura thomasi	Sowerby, 1917
- Crocidura lasiura yamashinai Kuroda, 1934
- Crocidura leucodon lasius	Thomas, 1906

## 같이 보기
- 한국의 포유동물